# シュターツ湖

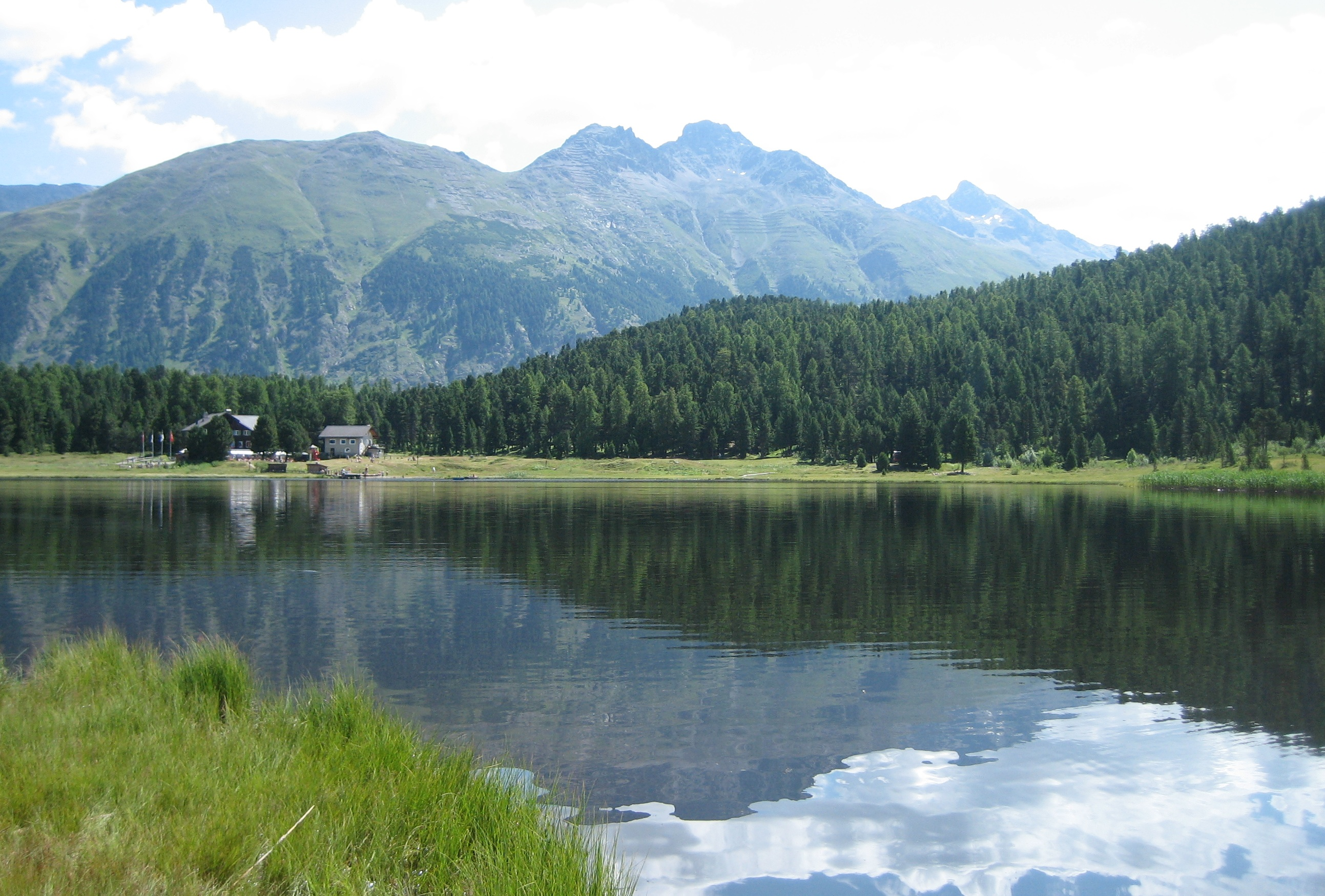

シュターツ湖（ロマンシュ語：Lej da Staz  ドイツ語: Stazersee）は、スイス東南部、グラウビュンデン州、オーバーエンガディン地方の山岳リゾート地、サン・モリッツ、ポントレジーナ、ツェレリーナの間に位置する湖である。
透明度の高い湖で周囲はシュターツ森に囲まれ、夏の水浴場にもなっている。夏季の観光シーズンに加え、西洋カラマツが黄色く色づく秋も美しい。湖畔には100年の伝統を誇るホテル・レストランがある。サン・モリッツやポントレジーナからハイキングコースが整備されている。